# Kämpebron
Kämpebron, eller i äldre tider Kämpebryggan, är en bro som förbinder Norra och Södra Hamngatorna med varandra, över Stora Hamnkanalen vid Lilla Torget. Namnet syftar på den ursprungliga bron som var prydd med träskulpturer av kämpar, och som stod färdig 1628. Den nuvarande bron från 1925 är ritad av Arvid Fuhre.

## Historia

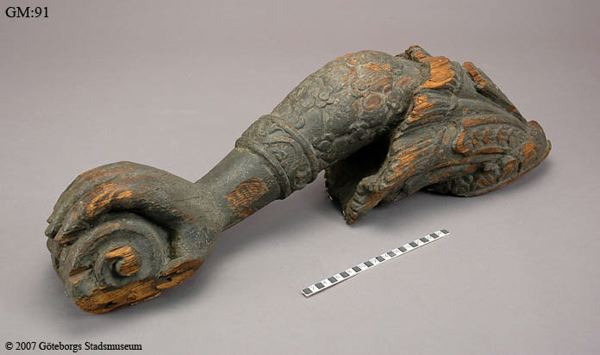
Det enda som finns kvar av träskulpturerna på Kämpebron är en 80 cm lång arm.

Kämpebron korsade dåvarande Stora Hamnen mellan Smedjegatan och gatan vid Västra hamnen. Den första bron började byggas 1625 och färdigställdes 1628. Den kallades först för "den höge Broo" eller "Västra Bryggan öfver Stora hamnen", och byggkostnaden för åren 1625-1631 uppgick till 473 riksdaler. Bron fick därefter sitt namn år 1639 av de fyra skulpturer av trä, 8 fot (cirka 2,5 meter) höga, som sattes på bron, föreställande de mytologiska kämparna Starkodder, Vitolff, Arngrim och Halfdan. I sina händer höll de varsin bardisan och en oval sköld, där två av sköldarna hade rikets vapen och de andra stadsvapnet. Bildhuggare var den tysk-svenske "bildschnitzern" Hans Swant, som för 60 riksdaler utförde arbetet. Skulpturernas utformning har gått att spåra till två träsnitt ur det kända tryckta verket De gentium aliquot migrationibus ("Om vissa stammars förflyttningar") från 1572 av kartografen Wolfgang Lazius. Bron målades vid detta tillfället röd, varför den även kom att kallas "Röda Bron" under lång tid. På 1670-talet monterades skulpturerna ned, kanske för att de skadats.
År 1685 genomförde Nils Läsers en omfattande renovering av kämparna, som enligt räkningen fick 2 nya armar á 2 riksdaler, 3 nya ben á 2 riksdaler, Näsorna af nyo - 1 riksdaler, 3 händer tillskötta och 2 armar oppfogat och tillslagna och hålen igenfräsats för spikarna samt 3 händer förbättrade med skärning. Det enda som finns kvar av skulpturerna är en cirka 80 centimeter lång arm som bevaras i Stadsmuseets samlingar.

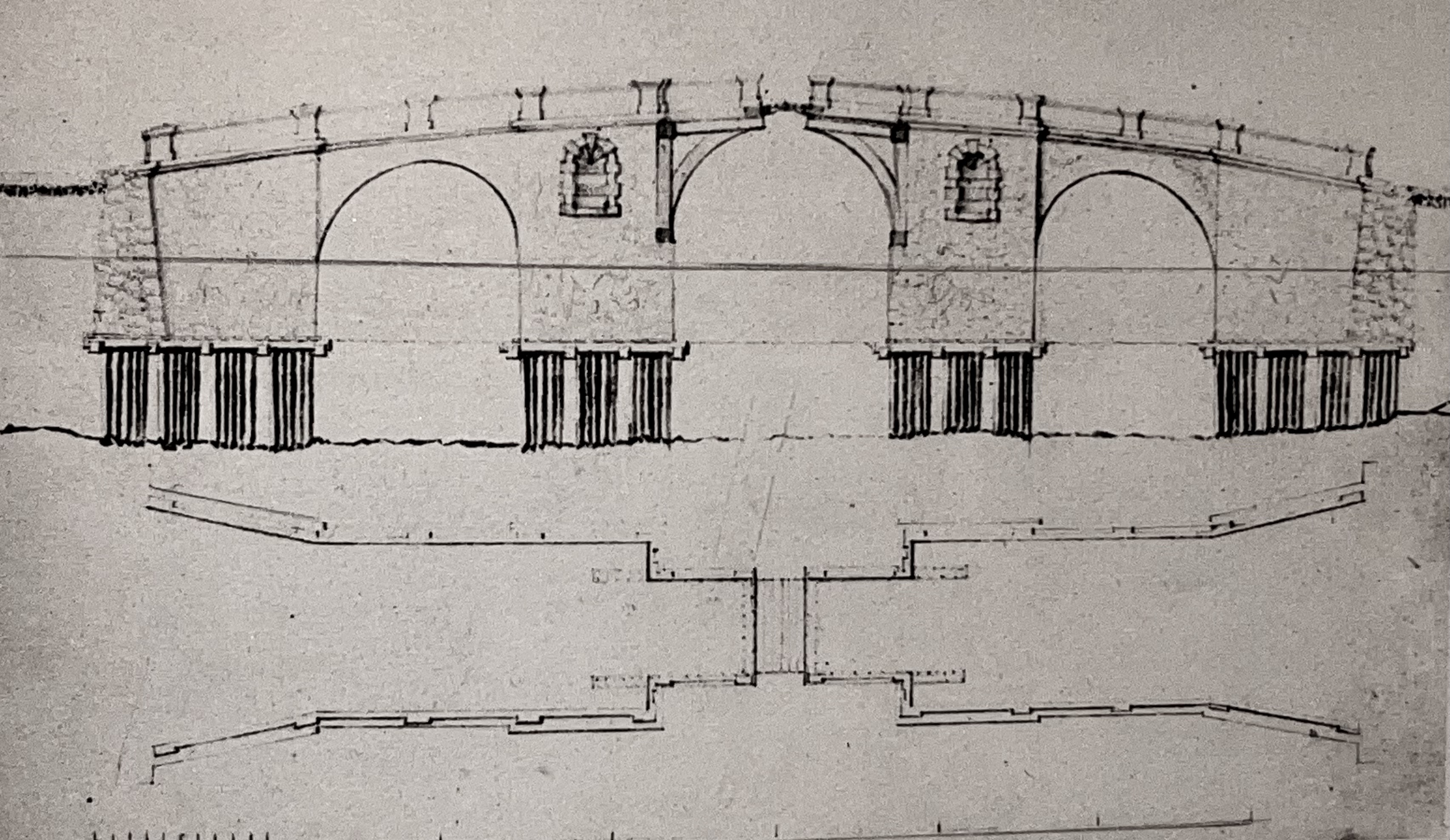
Paul Ludvig Leijonsparres ritning för Kämpebryggan från 1702, vilket kan vara den äldsta kända specialritning för en bro i Göteborg.

År 1694 blev Erik Dahlberghs elev Paul Ludvig Leijonsparre ledare för stadens befästningsverk. Han föreslog 1702 att Kämpebron skulle byggas i sten, trots att bron nyligen byggts om i trä och lämnade dessutom ett ritningsförslag. I februari 1703 frågade dock guvernören i Göteborg Erik Carlsson Sjöblad, varför man ej börjat med "Kämpebryggan". Först 1704 var nybygget igång och 1705 stod den färdig. Den nya bron hade tre valv, varav det mellersta, som var uppfällbart, byggdes av grova järnbeslagna plankor. Trots materialvalen höll den inte utan måste ofta repareras och 1761 talades det om en genomgripande reparation. När konung Gustav III och drottning Sofia Magdalena år 1766 besökte Göteborg, var den åter i gott skick och försedd med illuminationer och prydnader. Lejonen på bron förnyades 1713 av bildhuggaren Nils Läsberg. År 1820 togs figurerna bort och lär då ha hamnat i Domkyrkans tornrum. Bron revs 1862 och en ny järnbro med klaffar uppfördes.
Den nuvarande bron invigdes i november 1925 och pryds av reliefer på räcken och brofästen som föreställer huvuden av kämpar och lejon, utförda av arkitekten Arvid Fuhre. Samtidigt tog man bort lyktstolparna vid brofästet liksom gaslyktorna som var monterade på spårvägens höga elstolpar.

## Bilder

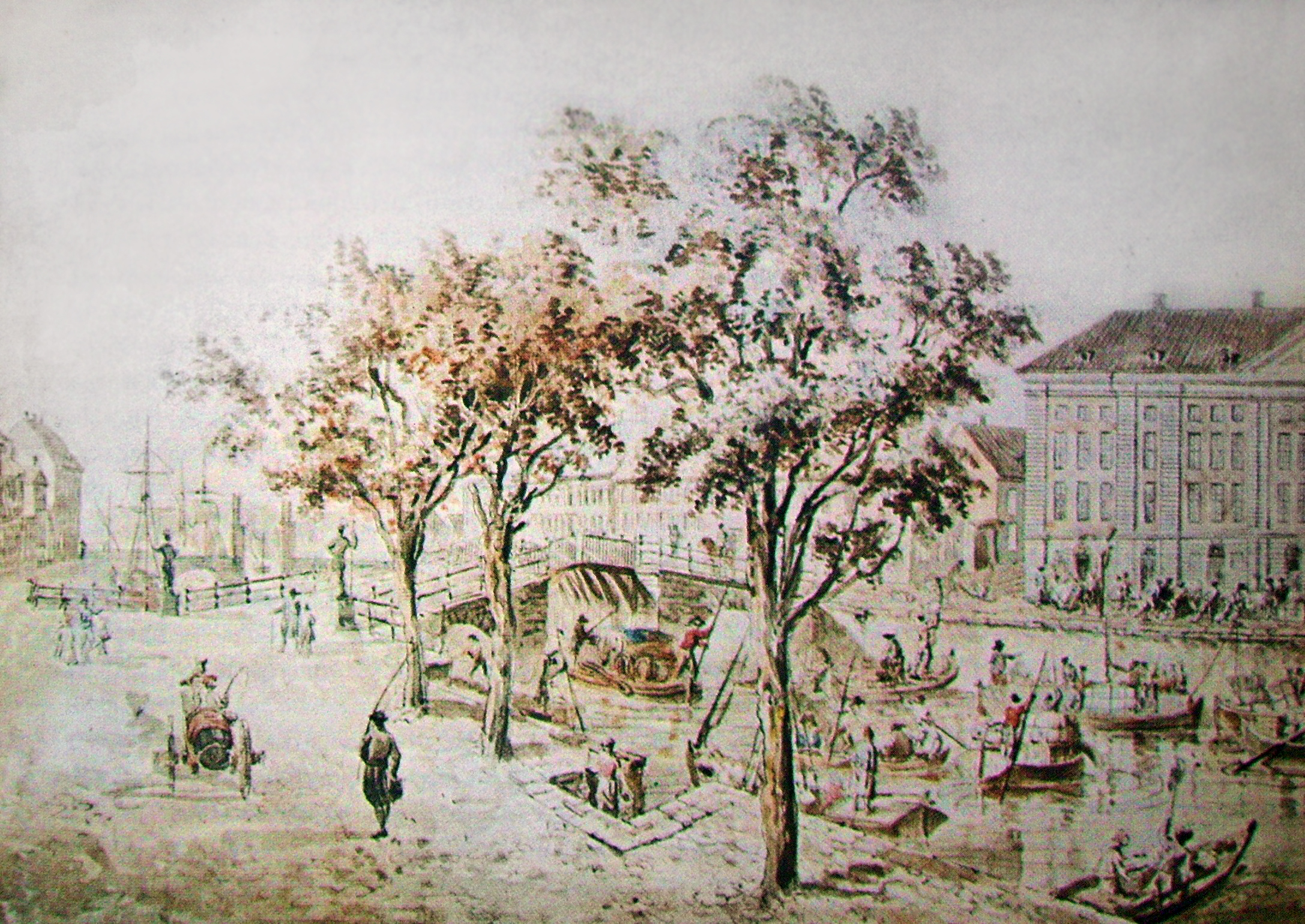
Stora Hamnkanalen med Ostindiska huset till höger och Kämpebron i bildens mitt med sina skulpturer av kämpar. Litografi av Elias Martin 1787.
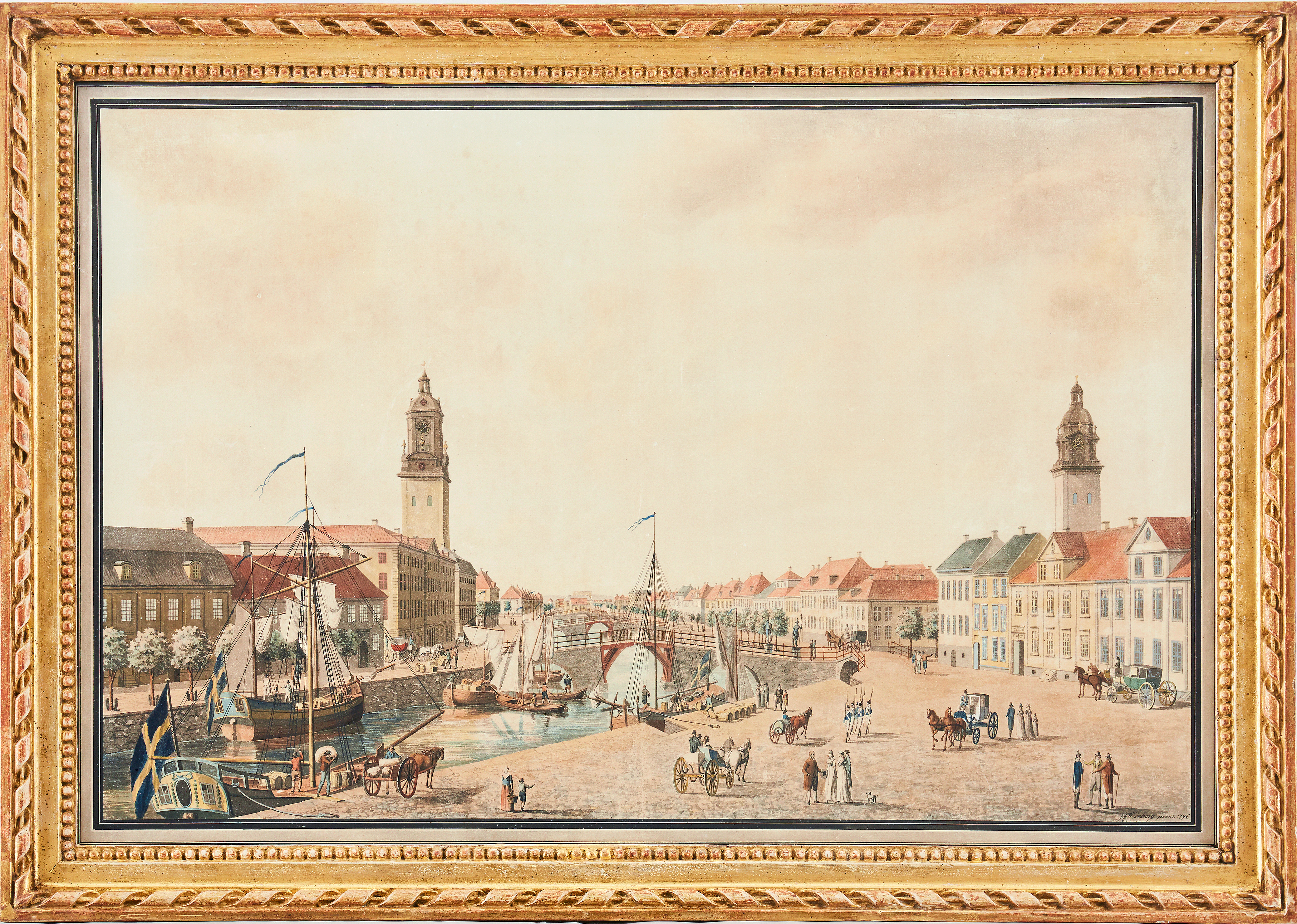
Lilla Torget med Kämpebron, på en målning från 1796 av Justus Fredrik Weinberg.
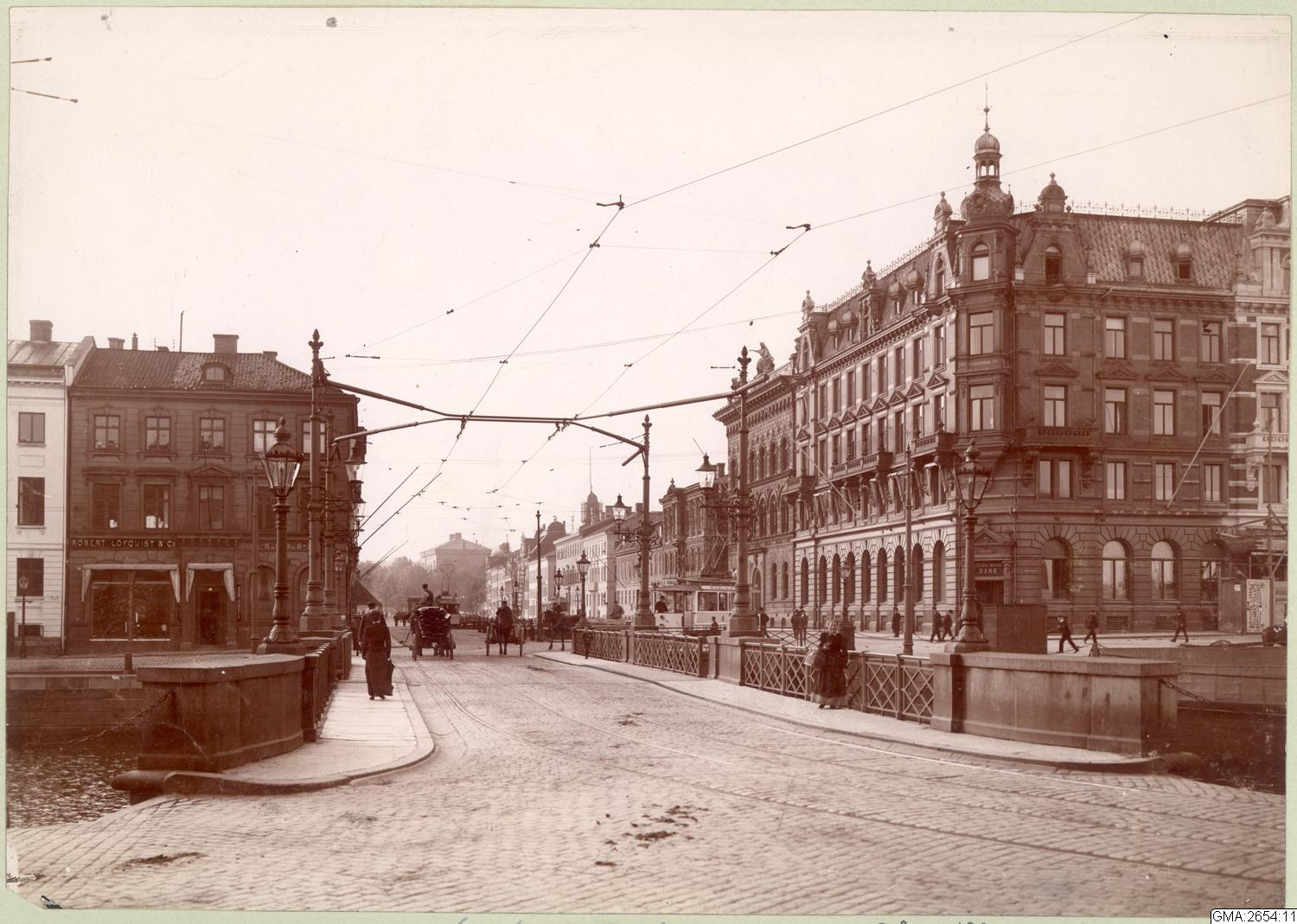
Gamla Kämpebron med Västra Hamngatan. Foto från 1905 av Axel Hartman.
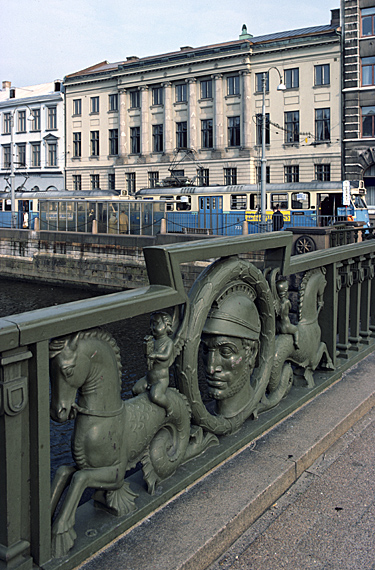
Kämpebrons reliefer på broräcket, 1977.
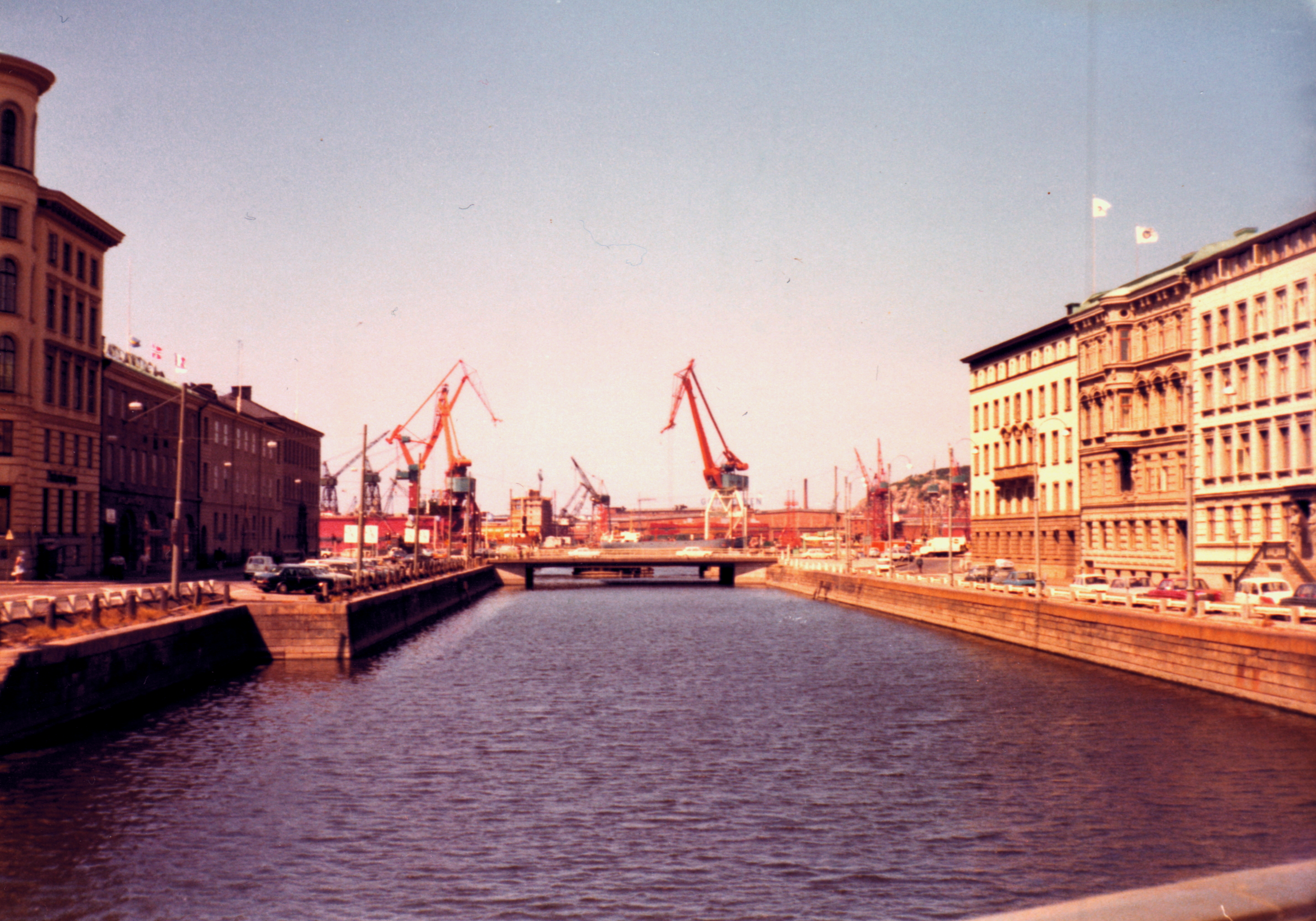
Västerut ifrån Kämpebron, 1985.